# Casa Amatller

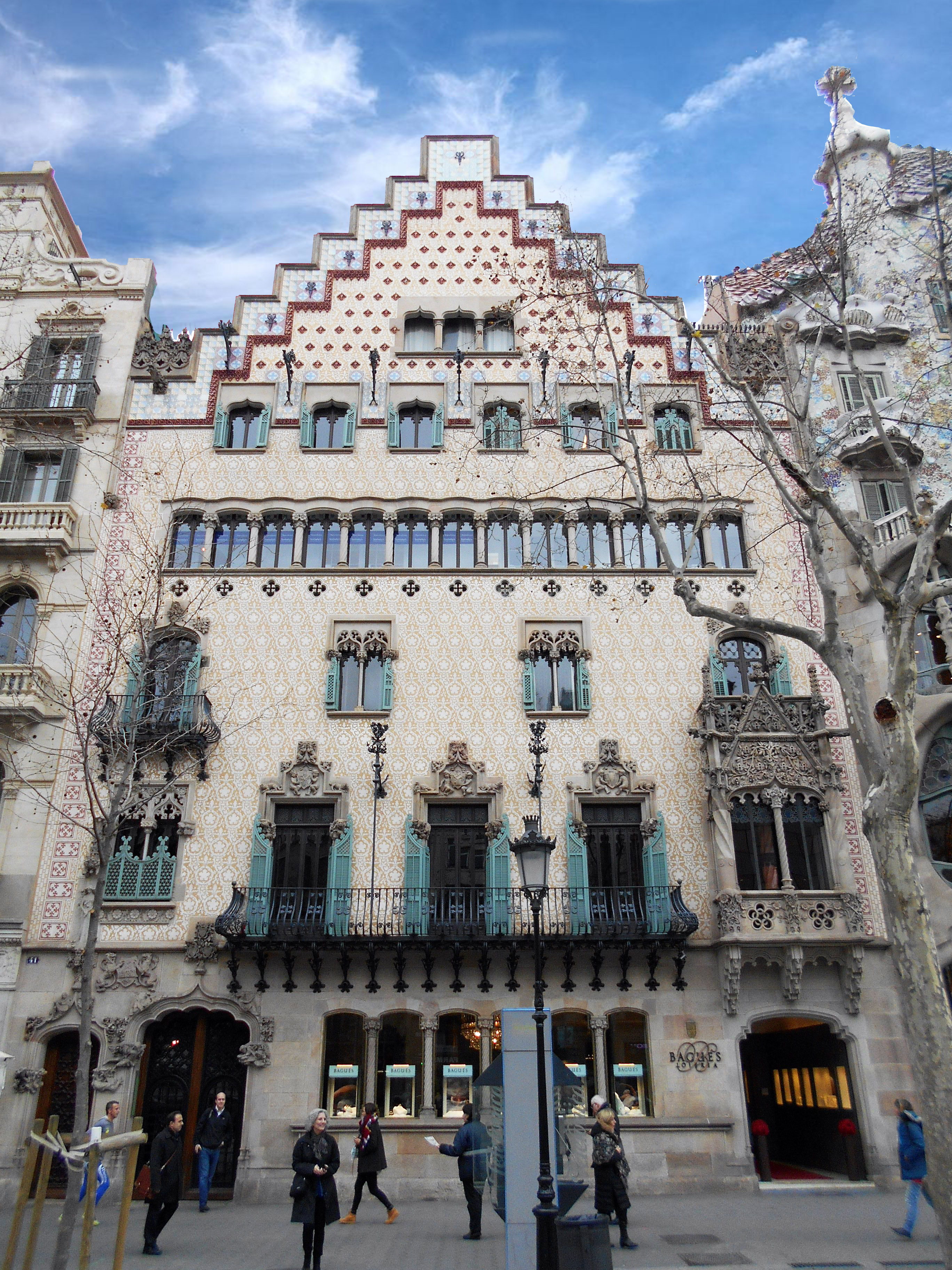
Casa Amatller (2015)

Casa Amatller (katalanisch und spanisch für Haus Amatller) ist ein Wohn- und Geschäftsgebäude aus dem Jahr 1875 am Passeig de Gràcia in Barcelona. Besondere kulturhistorische Bedeutung erlangte es durch den Umbau von 1898 bis 1900 im Stil des Modernisme durch den Architekten Josep Puig i Cadafalch.
Das Haus befindet sich direkt neben Antoni Gaudís Casa Batlló und gehört zum Gebäudeensemble, das als „Häuserblock der Zwietracht“ oder „Zankapfel“ (Illa de la Discòrdia auf Katalanisch bzw. Manzana de la Discordia auf Spanisch) bekannt ist.

## Geschichte
Der Passeig de Gràcia im damaligen Neubaugebiet Eixample entwickelte sich in der zweiten Hälfte des 19. Jahrhunderts zu einem edlen Boulevard und wurde zur bevorzugten Adresse wohlhabender Familien. Mit luxuriösen Stadtresidenzen wollte das katalanische Bürgertum sein erstarktes Selbstbewusstsein zum Ausdruck bringen, nachdem es durch die Industrielle Revolution in Barcelona zu einem großen wirtschaftlichen Aufschwung gekommen war. Der Modernisme erschien vielen zu Wohlstand gekommenen Bürgerfamilien als angemessenes Ausdrucksmittel, da er besonders regionaltypisch für Katalonien war und dabei Modernität mit den Idealen der Renaixença verknüpfte.

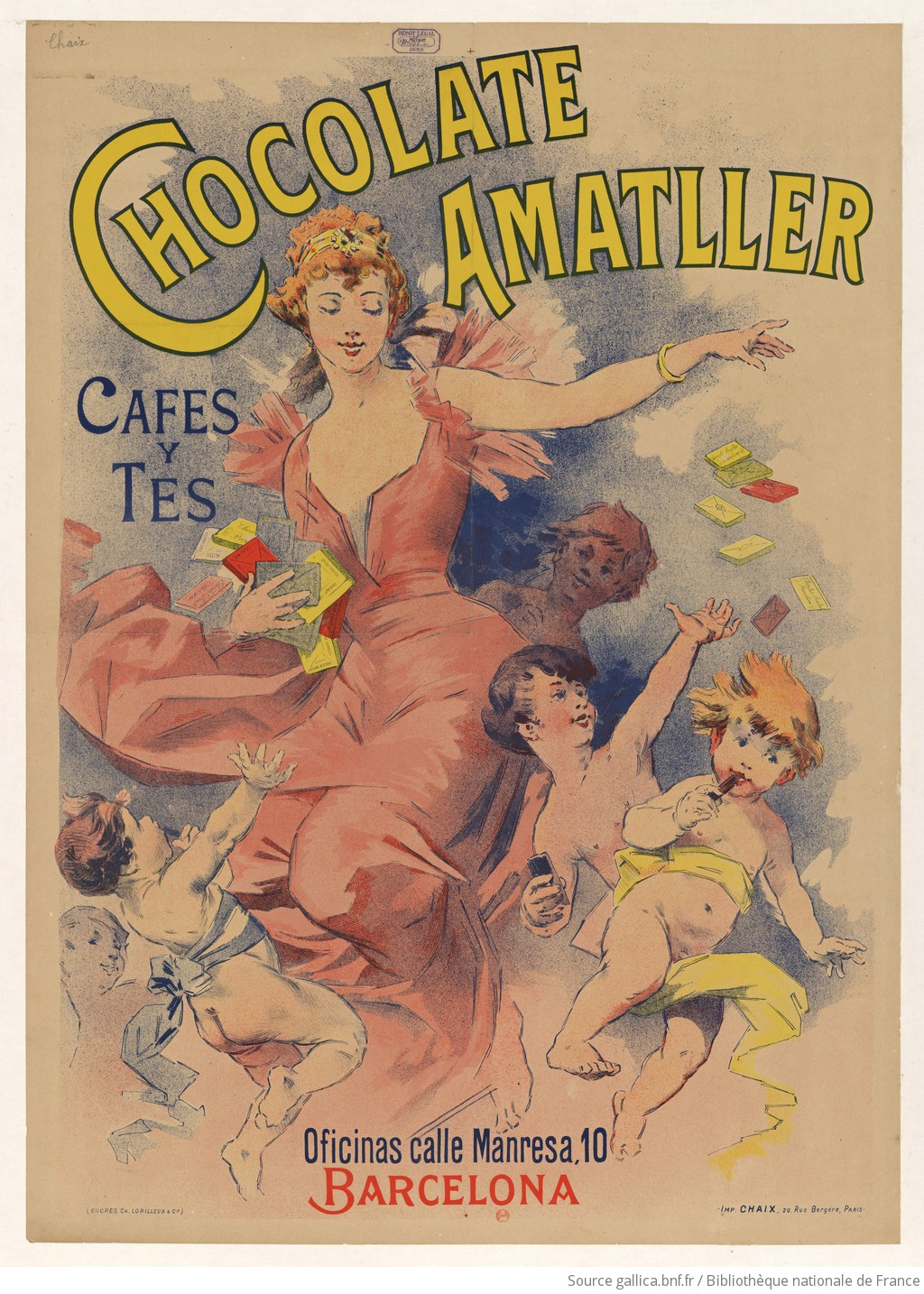
Werbeplakat von 1893

Auch Antoni Amatller i Costa, vielgereister und kunstinteressierter Besitzer der Schokoladenfirma Chocolate de Amatller (dt.: Mandel-Schokolade), kaufte sich deshalb am Passeig de Gràcia ein ganzes Mehrfamilienwohnhaus. Der Kaufvertrag über 450.000 Peseten wurde am 12. März 1898 unterzeichnet. Da das Gebäude des Architekten Antoni Robert aus dem Jahr 1875 jedoch eher schlicht gestaltet war, ließ Amatller es von Puig i Cadafalch für rund eine Million Peseten im Stil des Modernisme aufwendig umbauen. Unter der Leitung des Architekten waren rund 50 Kunsthandwerker am Umbau beteiligt, darunter einige der damals hervorragendsten Künstler Kataloniens. So stammen beispielsweise die zahlreichen Steinskulpturen von den Bildhauern Alfons Juyol und Eusebi Arnau. 

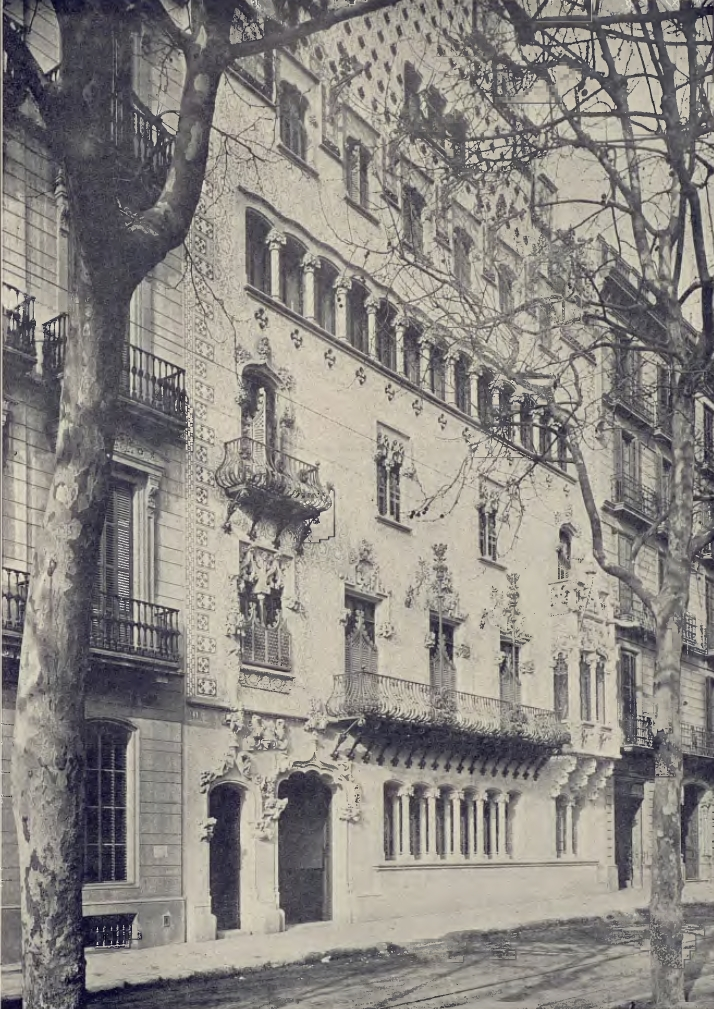
Casa Amatller um 1900

Der von seiner Frau geschiedene Antoni Amatller zog nach dem Umbau nur mit seiner bereits erwachsenen Tochter Teresa in die Beletage (katalanisch: pis principal). Die drei darüber liegenden Wohnetagen wurden vermietet. Im Dachgeschoss befand sich Amatllers privates Fotoatelier, da er auch ein begeisterter Fotograf war. Da die riesige Beletage nur zwei Bewohner hatte, konnten neben klassischen Wohn- und Schlafzimmern auch Räume für eine spezielle Nutzung eingerichtet werden, zum Beispiel ein Musikzimmer, ein Bügelzimmer und mehrere Räume, in denen Antoni Amatller seine umfangreiche Kunstsammlung aufbewahrte. Nach seinem Tod (1910) wohnte seine Tochter alleine in der Wohnung. 1942 gründete sie die Stiftung Fundació Institut Amatller d’Art Hispànic, die sich bis heute dem Erhalt des Hauses, dem Nachlass Antoni Amatllers sowie der Erforschung der hispanischen Kunst widmet. 1950 zog einer der traditionsreichsten Juweliere Barcelonas, die Firma Bagués (mittlerweile Bagués-Masriera) in die rechte Seite des Erdgeschosses ein, was einen Umbau notwendig machte. Da Teresa Amatller keine Kinder hatte, vererbte sie das Haus nach ihrem Tod 1960 der Stiftung – es ist bis heute in ihrem Besitz. 1976 wurde das Gebäude von der katalanischen Regionalregierung in die Liste der „Kulturgüter von nationaler Bedeutung“ aufgenommen und steht somit unter Denkmalschutz. 1988 bis 1989 wurden die Fassade und das Foyer saniert. Danach befand sich zeitweise eine Touristeninformation im Foyer. Von 2009 bis 2014 wurde das Gebäude umfassend restauriert. Dabei wurde die Beletage weitgehend in den Zustand von 1900 zurückversetzt. Neben dieser historisch-konservierenden Restaurierung war aber auch der Einbau moderner Anlagen (Elektrik, Klimaanlagen, Brandschutz) notwendig geworden. Die Amatller-Stiftung ging dabei eine Kooperation mit der Stadtverwaltung Barcelonas, dem Kulturministerium Kataloniens und der Stiftung Montemadrid ein, so dass ein Gesamtbudget von knapp 5 Millionen Euro für die Instandsetzungsarbeiten aufgebracht werden konnte.

### Heutige Nutzung
Die Beletage kann seit dem 13. März 2015 als Museumswohnung besichtigt werden und ist damit erstmals seit der Erbauung des Hauses der Öffentlichkeit zugänglich. In den oberen Etagen hat die Amatller-Stiftung ihren Sitz. Im linken Teil des Erdgeschosses (in der ehemaligen Küche und der Garage) befinden sich ein Café und ein Museumsshop, in dem Amatller-Schokolade verkauft wird. Im rechten Teil des Erdgeschosses befindet sich weiterhin der Flagship-Store des Juweliers Bagués-Masriera.

## Architektur

### Fassade
Cadafalch ließ die komplette Fassade des bestehenden Hauses abreißen und durch eine horizontal asymmetrische, dreigeteilte Fassade ersetzen. Die drei Fassadenteile haben alle eine unterschiedliche Höhe und jedes Geschoss hat eine unterschiedliche Anzahl von Fenstern/Türen in der sich abwechselnden Folge ungerade Anzahl/gerade Anzahl.
- Das Erdgeschoss wirkt durch größtenteils undekorierten Montjuïc-Stein abweisend. Aufgelockert wird der Eindruck durch die Skulpturengruppe Eusebi Arnaus, die die Legende vom Drachentöter Sant Jordi wiedergibt.

- Den vier Wohnetagen setzte Cadafalch eine mit ocker-farbenen Sgraffiti dekorierte, quadratische Fassade vor, die an ein Stück Schokolade erinnern soll. Die Symmetrie des Quadrats wird dabei durch einen kleinen Balkon im zweiten Obergeschoss sowie durch den großen, neogotischen Beletage-Erker des Bildhauers Alfons Juyol gezielt durchbrochen. An den mittleren drei Fenstern der Beletage weisen Tierskulpturen auf den Beruf und die Hobbys Antoni Amatllers hin, zum Beispiel Ratten mit einem Fotoapparat. Am Dach des Erkers befinden sich Chimären, wie man sie von gotischen Kirchen kennt. Dort ist auch der Buchstabe A als Initiale des Nachnamens des Hausbesitzers zu erkennen.

- Für das Dachgeschoss wählte Cadafalch einen mit Fliesen verzierten, abgestuften Giebel, der an die Architektur Flanderns erinnert. Gleichzeitig wird durch die dreieckige Form einmal mehr die Initiale A angedeutet.

Galerie
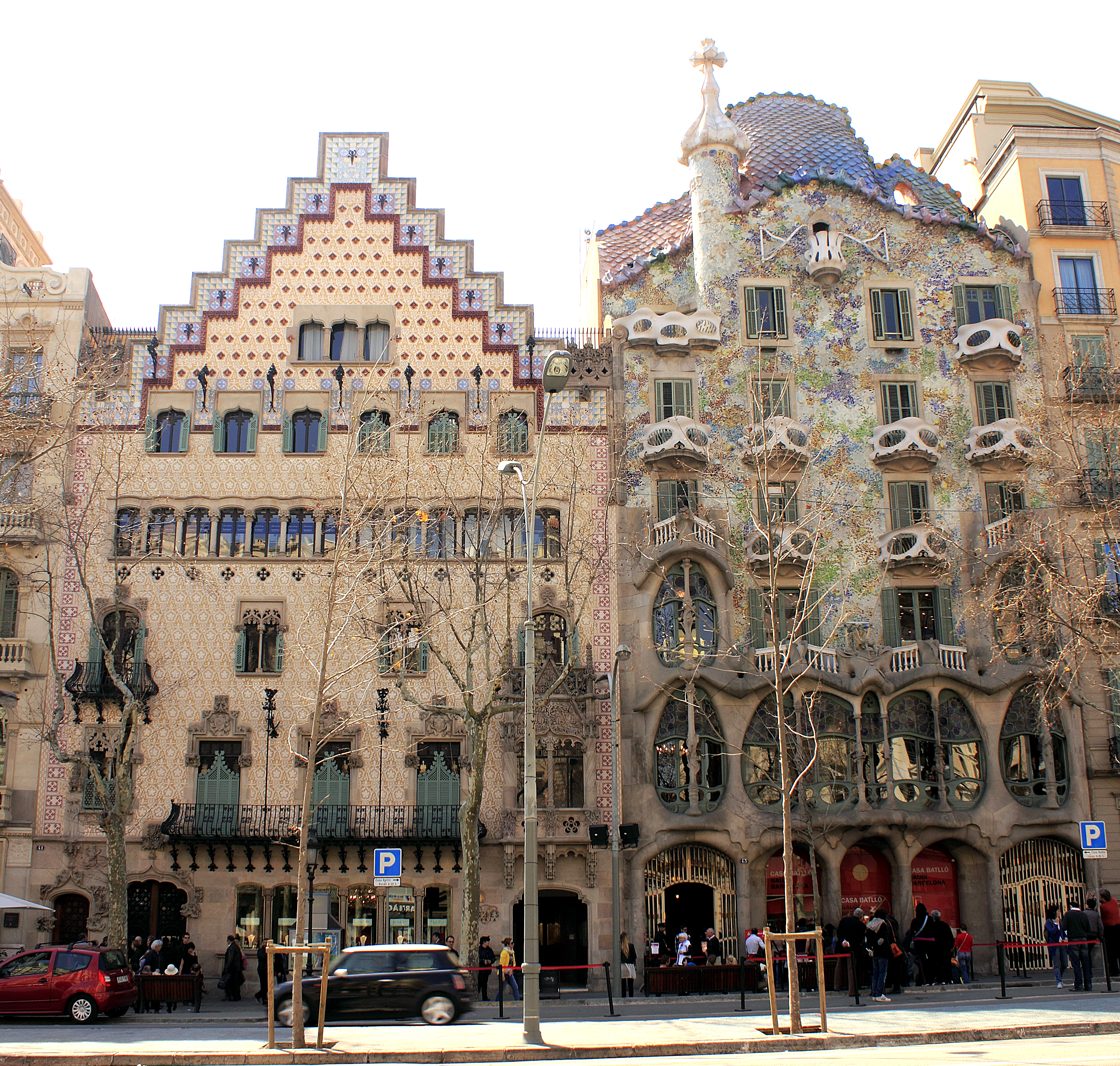
Casa Amatller neben Casa Batlló
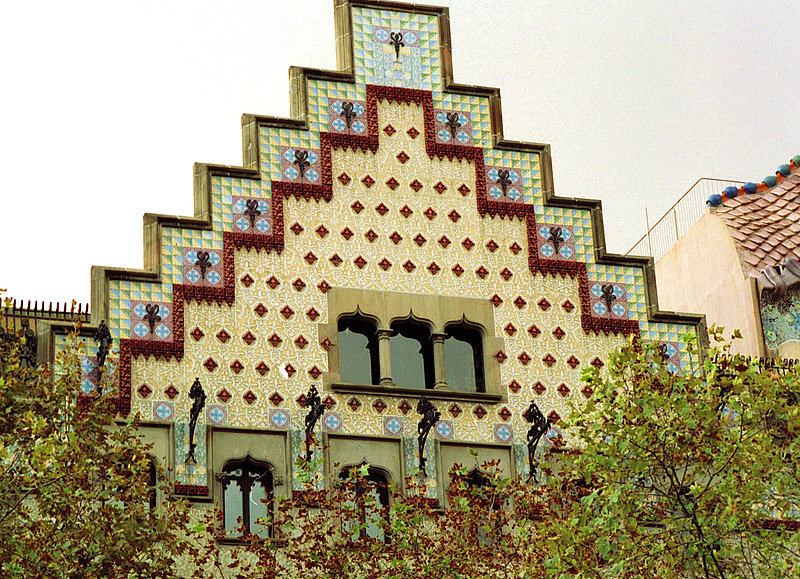
abgestufter Giebel im flämischen Stil
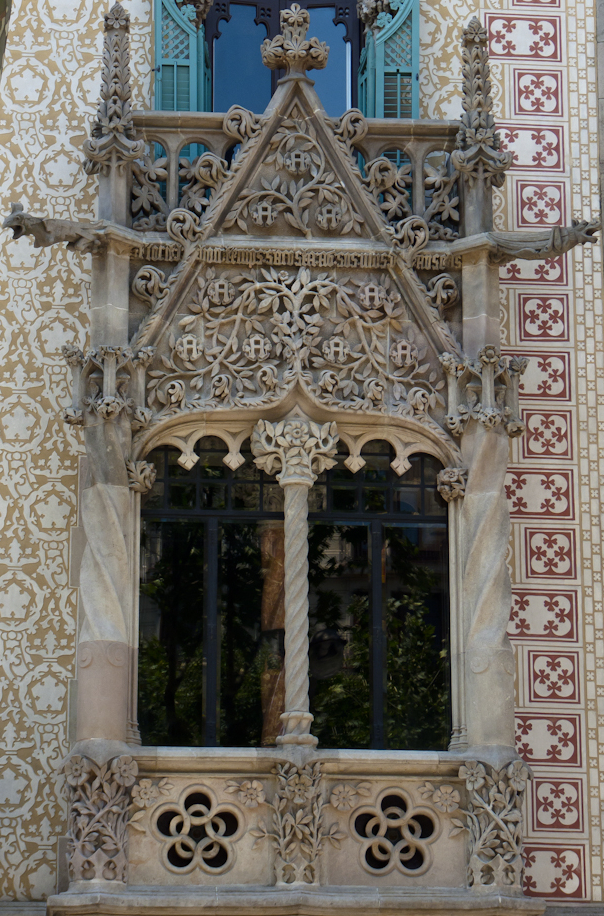
Erker der Beletage von Alfons Juyol im neogotischen Stil
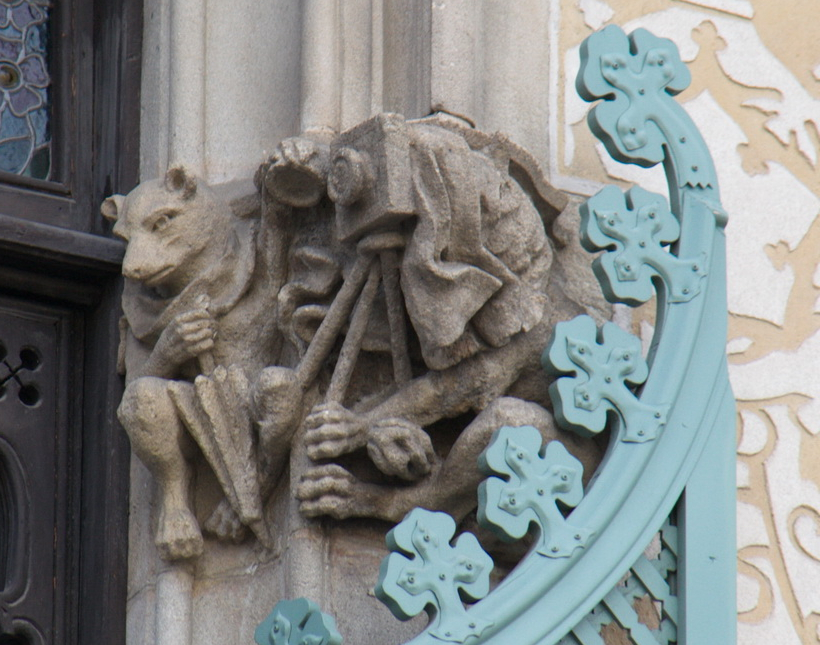
Skulptur neben einem Fenster: Ratten mit Fotoapparat weisen auf Antoni Amatllers Hobby hin.
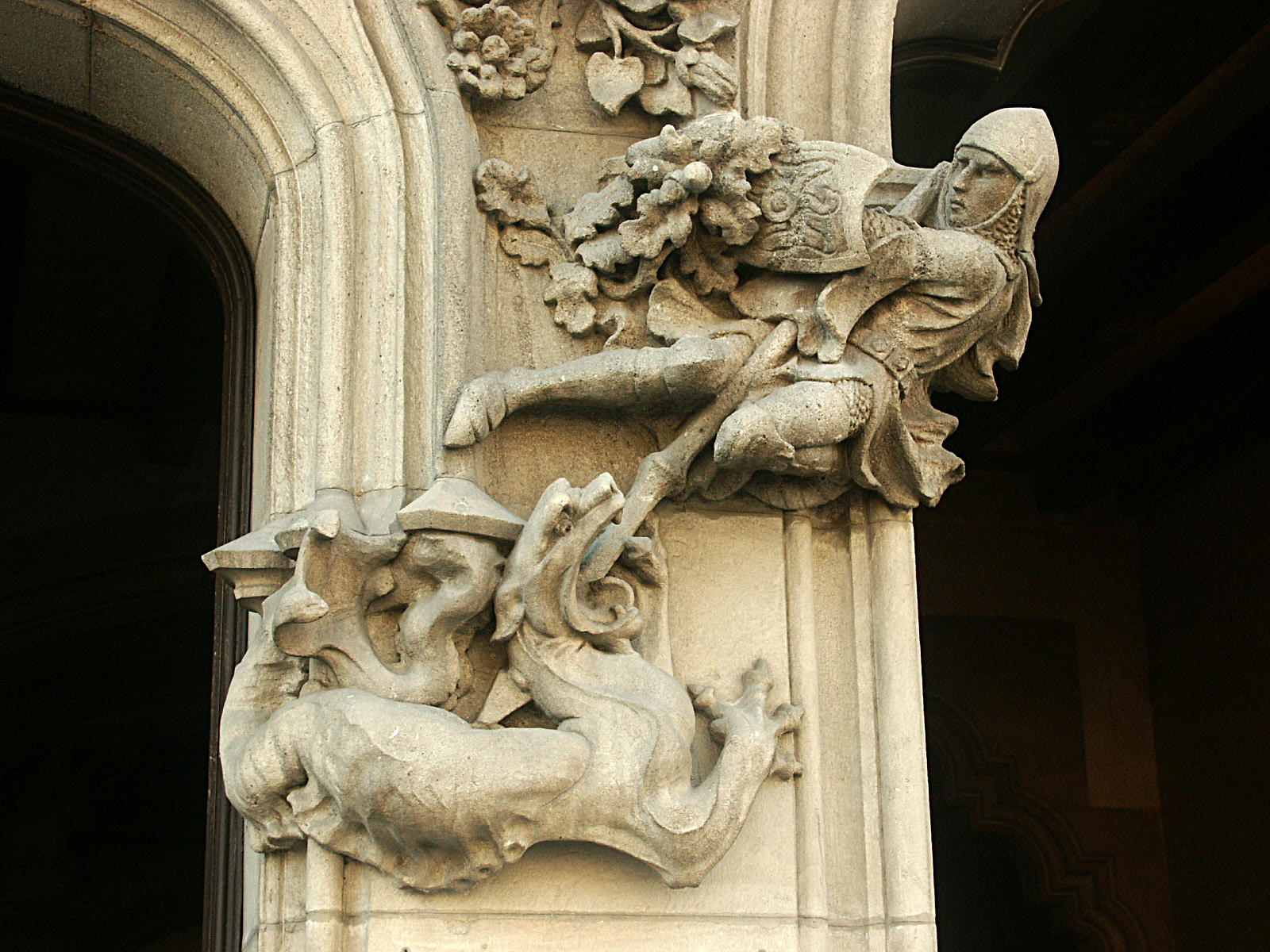
Skulptur am Erdgeschoss von Eusebi Arnau: Sant Jordi, Schutzpatron Kataloniens, kämpft gegen den Drachen.
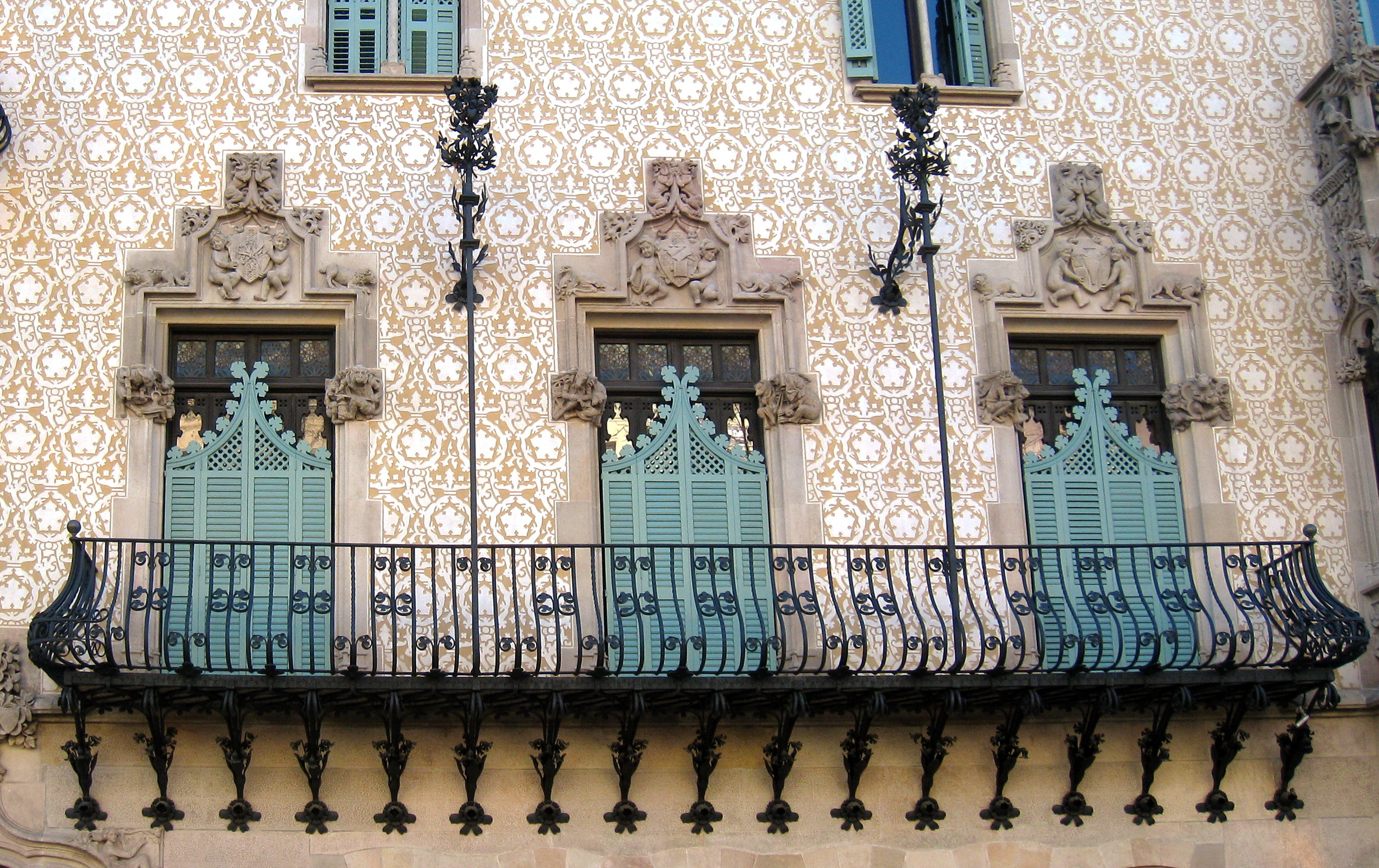
Schmiedeeiserner Balkon der Beletage von Manuel Ballarín

### Interieur
Cadafalch ließ nicht nur die Fassade umbauen, sondern nahm auch im Innern zahlreiche Änderungen vor:
- Im Erdgeschoss schuf er ein großzügiges Foyer, durch das Antoni Amatller, der damals schon ein Auto besaß, direkt in eine private Garage fahren konnte; darin integriert war eine rotierende Bodenplatte – so konnte das Auto vorwärts eingeparkt und nach einer 180-Grad-Drehung auf der Platte auch vorwärts ausgeparkt werden.

- Ebenfalls über das Foyer gelangt man zum ersten von drei Lichthöfen, in dem eine imposante Treppe direkt zur Beletage-Wohnung führt. Die anderen Wohnungen sind über ein separates Treppenhaus erreichbar.

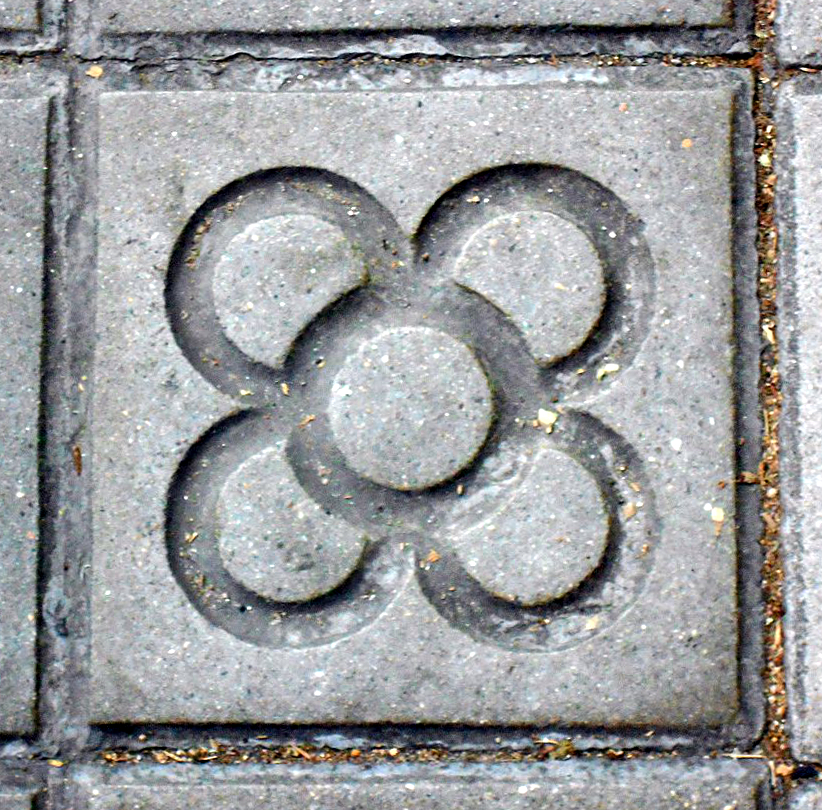
Pflasterstein „Blume von Barcelona“

- Als Pflasterung für das Foyer entwarf Cadafalch eine 20 Mal 20 cm große Bodenfliese mit einem einfachen Blumenmuster, hergestellt wurde es von der Firma Escofet. Die Firma pflasterte später zahlreiche Gehwege im identischen Design (vor allem im Stadtteil Eixample), so dass die Blume von Barcelona (katalanisch: flor de Barcelona), gelegentlich auch Rose von Barcelona (katalanisch: rosa de Barcelona) mittlerweile zu einem Markenzeichen der Stadt geworden ist.

- Die Räume der Beletage wurden mit aufwendigen Deckenverzierungen (Artesonados) ausgestattet, außerdem mit modernistischen und teils andalusischen Fliesen (sogenannten azulejos sevillanos)[6], Kronleuchtern, Tapeten, Sgraffiti und hölzernen Wandverkleidungen. Über vielen Türen befinden sich Skulpturen.

- Die Küche der Beletage-Wohnung wurde ins Erdgeschoss ausgelagert – das Essen wurde über einen kleinen Speise-Aufzug nach oben befördert. Dort wurde es von einem Diener in einem separaten Vorbereitungsraum entgegengenommen und ins Esszimmer getragen.

- Cadafalch ließ sämtliche Lampen mit elektrischen Anschlüssen und Glühbirnen ausstatten. Da das Stromnetz um die Jahrhundertwende aber noch nicht jederzeit stabil war, verfügten sämtliche Lampen zusätzlich auch über einen Gasanschluss, so dass man im Falle eines Stromausfalls in kürzester Zeit wieder auf traditionelle Gasbeleuchtung umstellen konnte. Bei der Restaurierung 2009 bis 2014 wurden zwar moderne Leuchtmittel installiert, deren Leuchtstärke wurde aber so gewählt, dass sie ein Licht-Ambiente schaffen, wie es zur Zeit Antoni Amatllers geherrscht haben dürfte.

- Weitere Modernisierungen Cadafalchs waren der Einbau eines Personenaufzuges und die Sanierung der sanitären Anlagen.

Die Originalmöblierung der Beletage-Wohnung ist größtenteils erhalten. Amatllers Tochter Teresa hatte nach dem Tod des Vaters kaum Änderungen vorgenommen. Sie selbst wohnte dort weitere 50 Jahre in nahezu unverändertem Ambiente bis zu ihrem Tod 1960. Danach zog die Amatller-Stiftung ein. Dabei wurden die vorhandenen Möbel in einigen Räumen zusammengetragen und dort sorgsam eingelagert. So konnten sie bei der Einrichtung des heutigen Museums an ihren ursprünglichen Standort zurückgebracht werden. Hilfreich dabei waren die Fotos aus dem umfangreichen Archiv Antoni Amatllers. Andere Möbelstücke, die sich nicht mehr im Gebäude befanden, wurden dem Museum von ihren aktuellen Besitzern kostenlos zurückgegeben.

Galerie
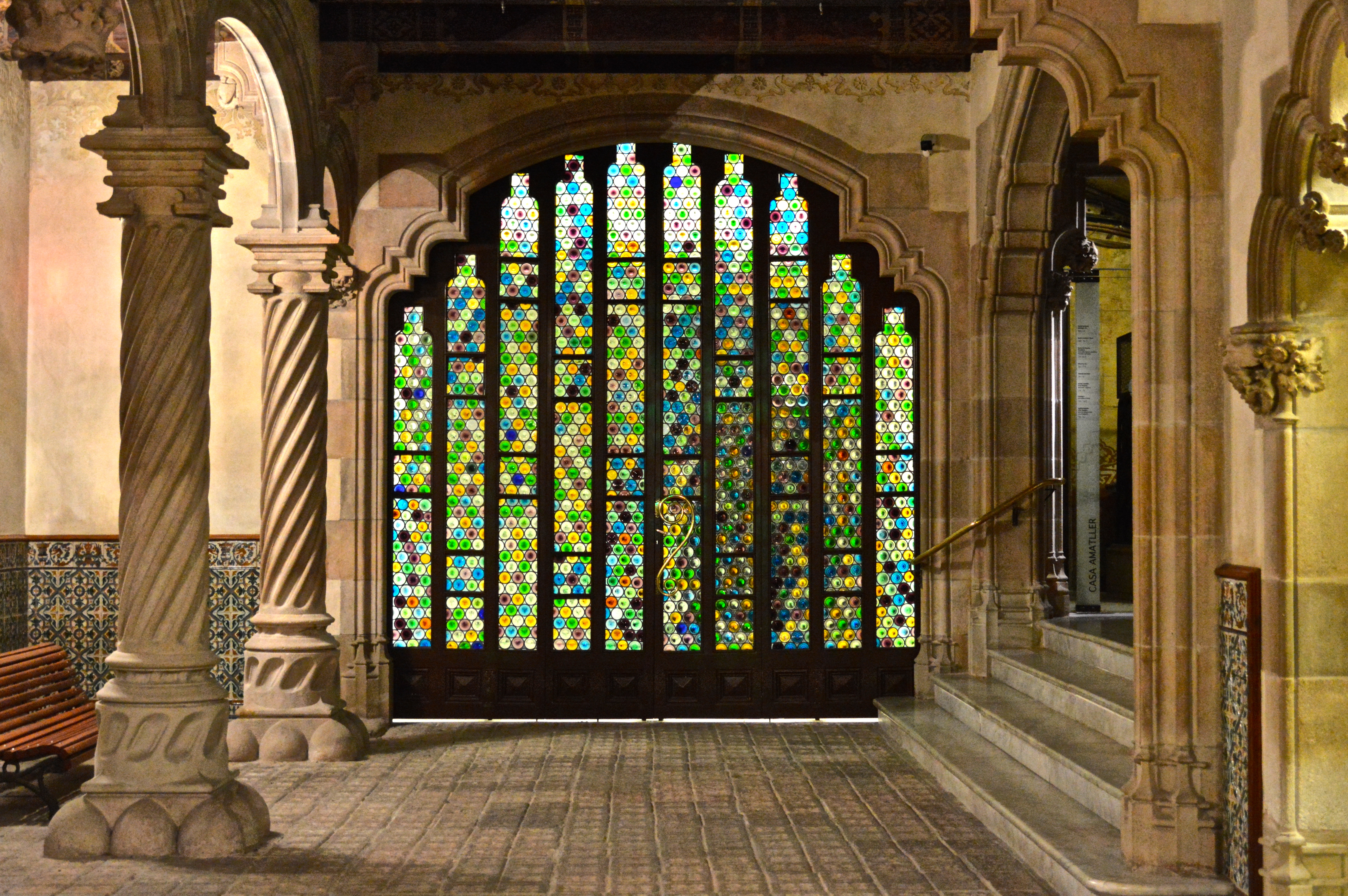
Foyer
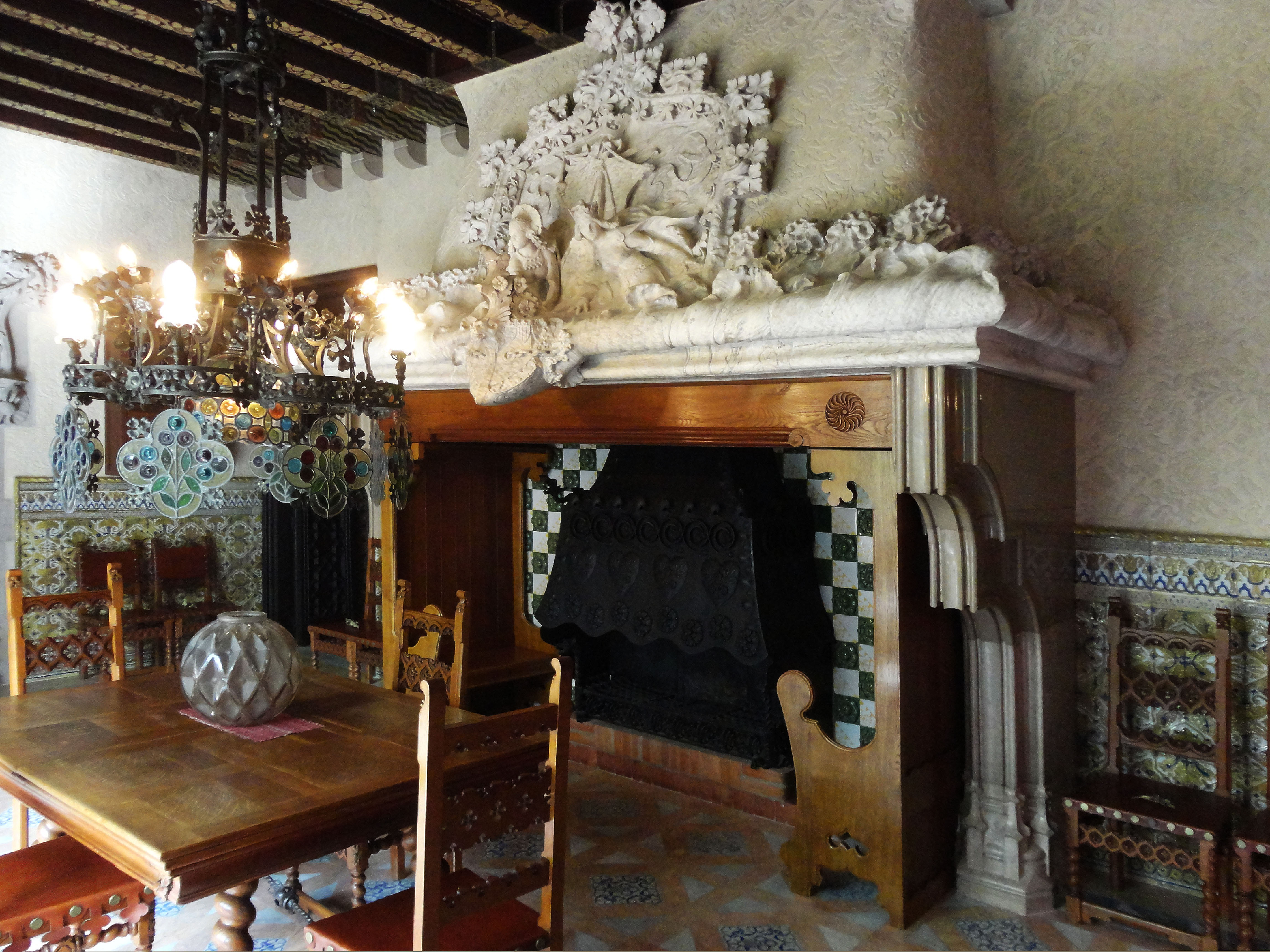
Esszimmer
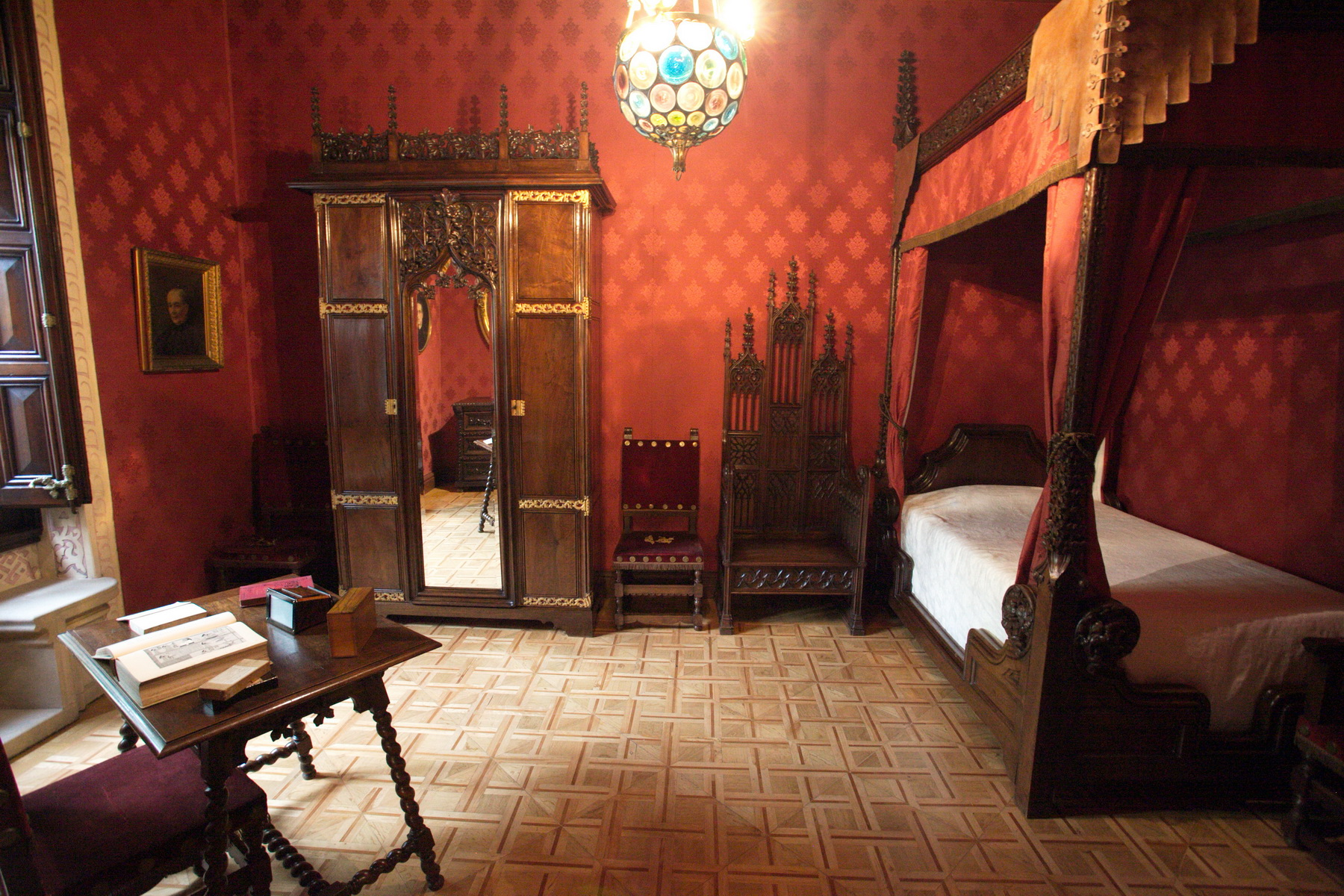
Antoni Amatllers Schlafzimmer im neogotischen Stil
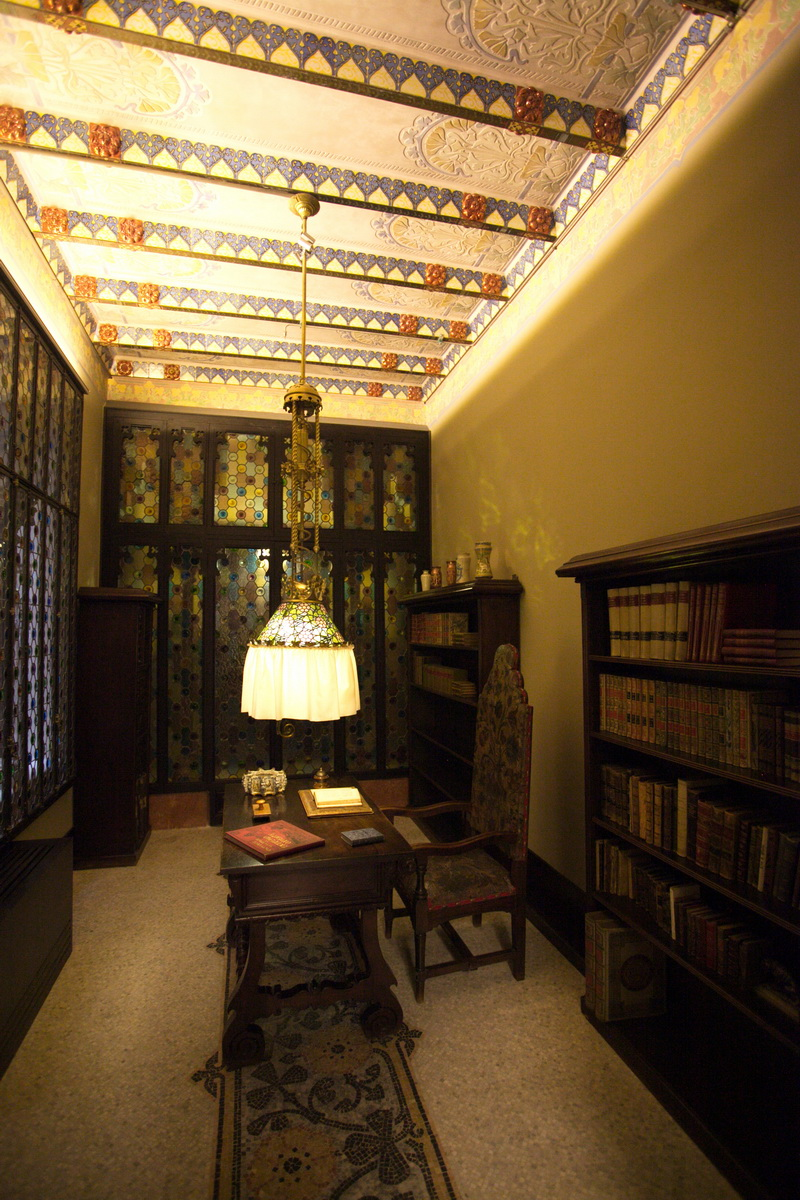
Antoni Amatllers Arbeitszimmer
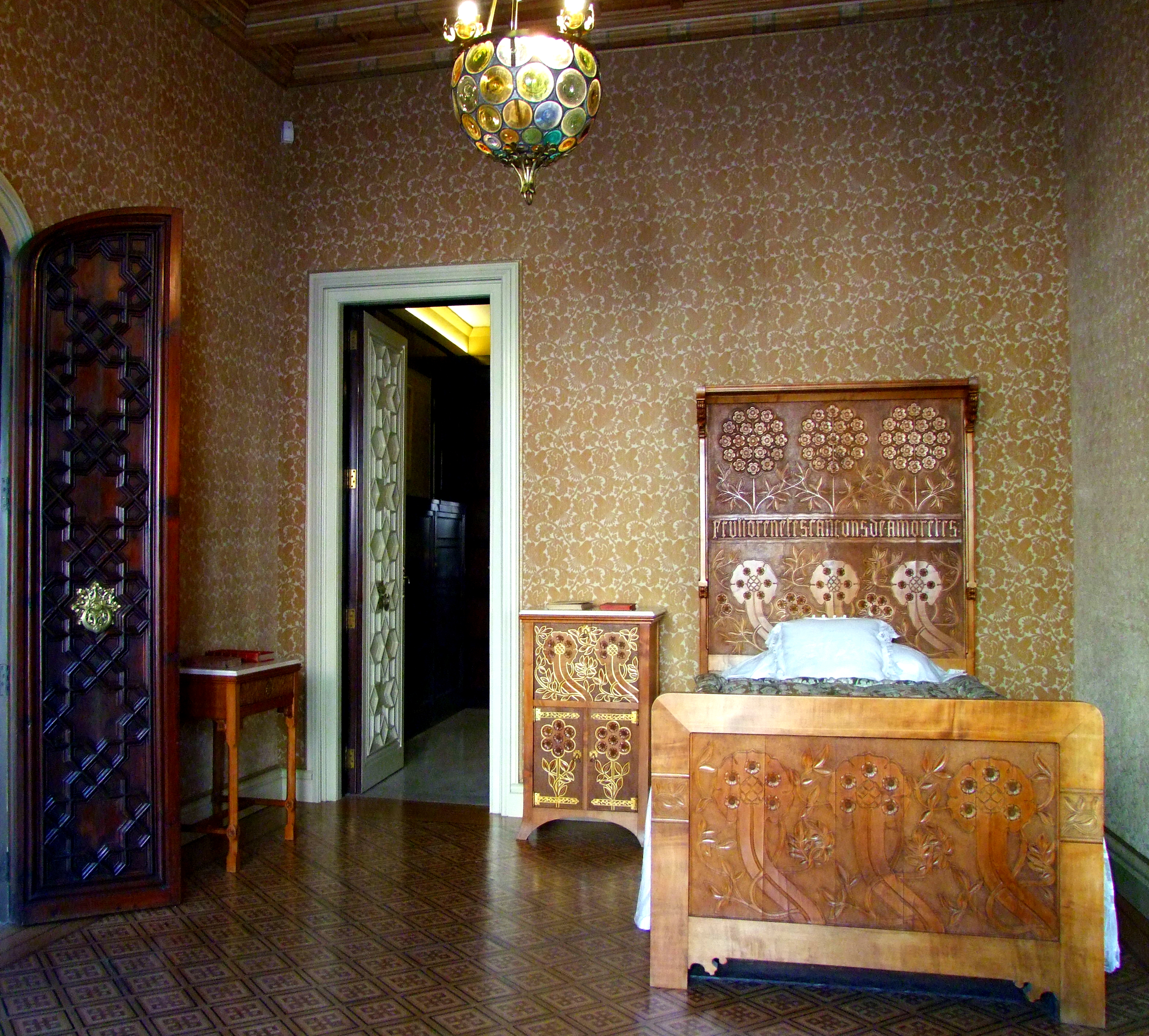
Teresa Amatllers Schlafzimmer im Art-Déco-Stil
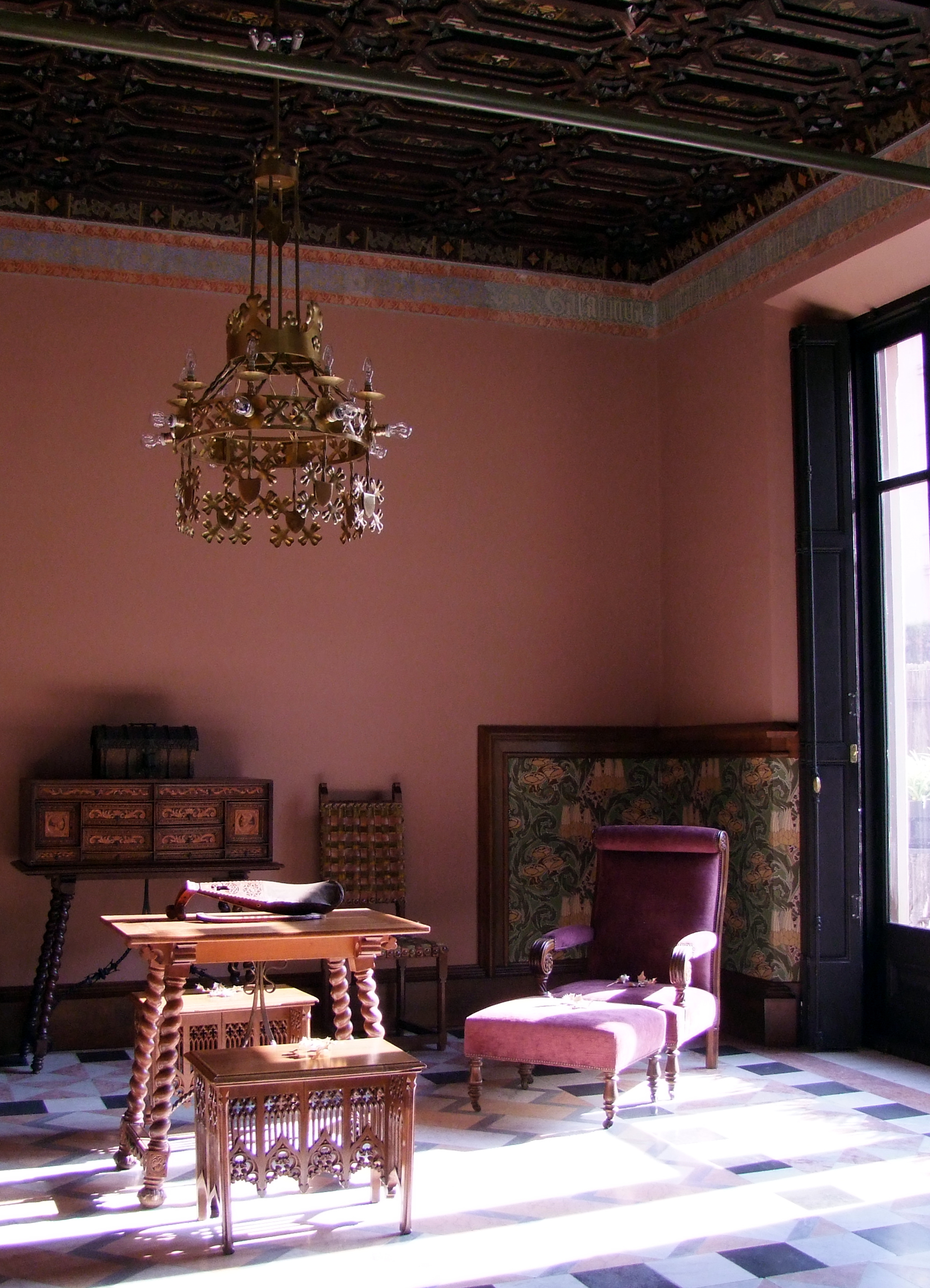
Musikzimmer

## Trivia
- Der katalanische Familienname Amatller bedeutet Mandelbaum. Dieser findet sich deshalb in zahlreichen Ornamenten wieder.

- Bei der Sanierung wurden im Musikzimmer direkt unterhalb der Decke übermalte Zitate der katalanischen Nationalhymne Els Segadors entdeckt. Offenbar waren sie in der Zeit des Franquismus übermalt worden, da das Lied unter Franco verboten war.

- Da Antoni Amatller nach seiner Scheidung alleinstehend blieb und auch seine Tochter nie heiratete, hatten beide nur ein Einzelbett.

## Bemerkungen
1. ↑  damaliger spanischer Straßenname: Paseo de Gracia, heutige Hausnummer: 41
2. ↑  Neben Alfons Juyol und Eusebi Arnau (Skulpturen) waren u. a. folgende Künstler und Firmen beteiligt: Manuel Ballarín (Kunstschmiedearbeiten), Gaspar Homar (Möbel), Joan Paradís (Sgraffiti), Firma Fills de F. Pujol aus Esplugues de Llobregat (Keramikfliesen), Firma Mensaque-Rodríguez aus Sevilla (Keramikfliesen, sogenannte azulejos sevillanos), Maragliano (römisches Bodenmosaik), Firma Escofet (Betonfliesen), Firma Masriera i Campins (Bronze), Antoni Tàpies (Lampen), Ermenegild Miralles (Artesonado), Roviralta, Pons, Gebrüder Salat, Fernàndez (Intarsien), Joan Coll (Gips).